# Omfartsvej øst om Trustrup
|  | Denne artikel beskriver en fremtidig begivenhed Denne artikel eller sektion handler om planlagt eller forventet fremtidig begivenhed. Der kan forekomme spekulativ information, og indholdet kan ændres dramatisk når begivenheden nærmer sig og mere information bliver tilgængelig. |

 Omfartsvej øst om Trustrup  er en kommende omfartsvej der skal gå sydøst om Trustrup. 
Omfartsvejen bliver ca. 4 km lang og er en del af primærrute 15 der går i mellem Søndervig og Grenaa.
Omfartsvejen starter i Århusvej og går sydøst om Trustrup, den passerer Petersborgvej, Abildgårdsvej, Ballevej og Diverhøjvej. Vejen ender i Århus Landevej primærrute 15 som går mod Grenaa. 